# Le Calme et la Tempête (tournée)
 (juillet 2019).
Pour l’article homonyme, voir Le Calme et la Tempête.
Le Calme et la Tempête est la quatrième tournée d'Olivia Ruiz relative à la sortie de l'album Le Calme et la Tempête (2012). Cette série de concerts a débuté le 26 janvier 2013 à Nîmes et s'est achevée à Vars le 13 décembre 2014, pour un total de plus de 100 dates de concert[réf. nécessaire].
Parmi les dates notables[Interprétation personnelle ?], on notera un passage à l'Olympia en février 2013 et deux concerts au 104 en juin 2013[source secondaire nécessaire].
Le décor de ce spectacle est composé de grands draps blancs amovibles (conçus par Wahlberg Motion Design[pertinence contestée][réf. souhaitée]). Cette scénographie évolutive permet de présenter un tableau différent à chaque chanson. 

## Setlist[anglicisme à remplacer]
1. La Voleuse de baisers
2. Les Crêpes aux champignons
3. Larmes de crocodile
4. Plus j'aime plus je pique
5. Belle à en crever
6. Ironic Rainbow
7. Elle panique
8. L.A Melancholy
9. Mon p'tit chat
10. I Need a Child
11. Goutez-moi !
12. Question de pudeur
13. Crazy Christmas
14. Le Tango du qui
15. Quijote
16. J'traîne des pieds
17. Volver
18. Le Calme et la Tempête
19. My Lomo & Me
20. La Femme chocolat
21. Calella

### Autres chansons et reprises principales
- Heart of Gold (Neil Young)
- You Got Me (The Roots) –avec Orelsan–
- La Llorona (Lhasa) –avec Didier Blanc et Toan–
- Non-dits (2014)